# Křečhoř
Křečhoř (en allemand : Kretschhorsch) est une commune du district de Kolín, dans la région de Bohême-Centrale, en République tchèque. Sa population s'élevait à 499 habitants en 2020.

## Géographie
Křečhoř se trouve à 6 km à l'ouest du centre de Kolín, à 12 km à l'est-nord-est de Kouřim et à 50 km à l'est-sud-est de Prague.
La commune est limitée par Velim et Nová Ves I au nord, par Kolín à l'est, par Radovesnice I et Lošany au sud, et par Libodřice et Břežany I à l'ouest.

## Histoire
La première mention écrite de la localité date de 1295.